# 笹平駅
笹平駅（ささだいらえき）は、富山県黒部市にある黒部峡谷鉄道本線の駅。
関西電力専用駅のため、一般客の乗下車はできない。ただし、当駅までの区間運転時や列車交換による長時間停車時には、列車からホームに降りることができる。

## 歴史
- 1953年（昭和28年）11月16日 - 関西電力が地方鉄道としての免許を取得して開業。
- 1971年（昭和46年）
  - 5月4日 - 黒部峡谷鉄道が設立[1][2]、同社の駅となる。
  - 7月1日 - 黒部峡谷鉄道が運行を開始。

## 駅構造
プラットホームは山側にのみ設けられている（右側通行のため上り用）。ホーム上にはトイレが設置されている。
4月中旬から5月にかけて当駅で一般列車が折り返す場合は、直接ホーム側の線路には入線せず、ホームの無い線路を通過し、一旦欅平方に進んでから折り返してホーム側の線路に入る。

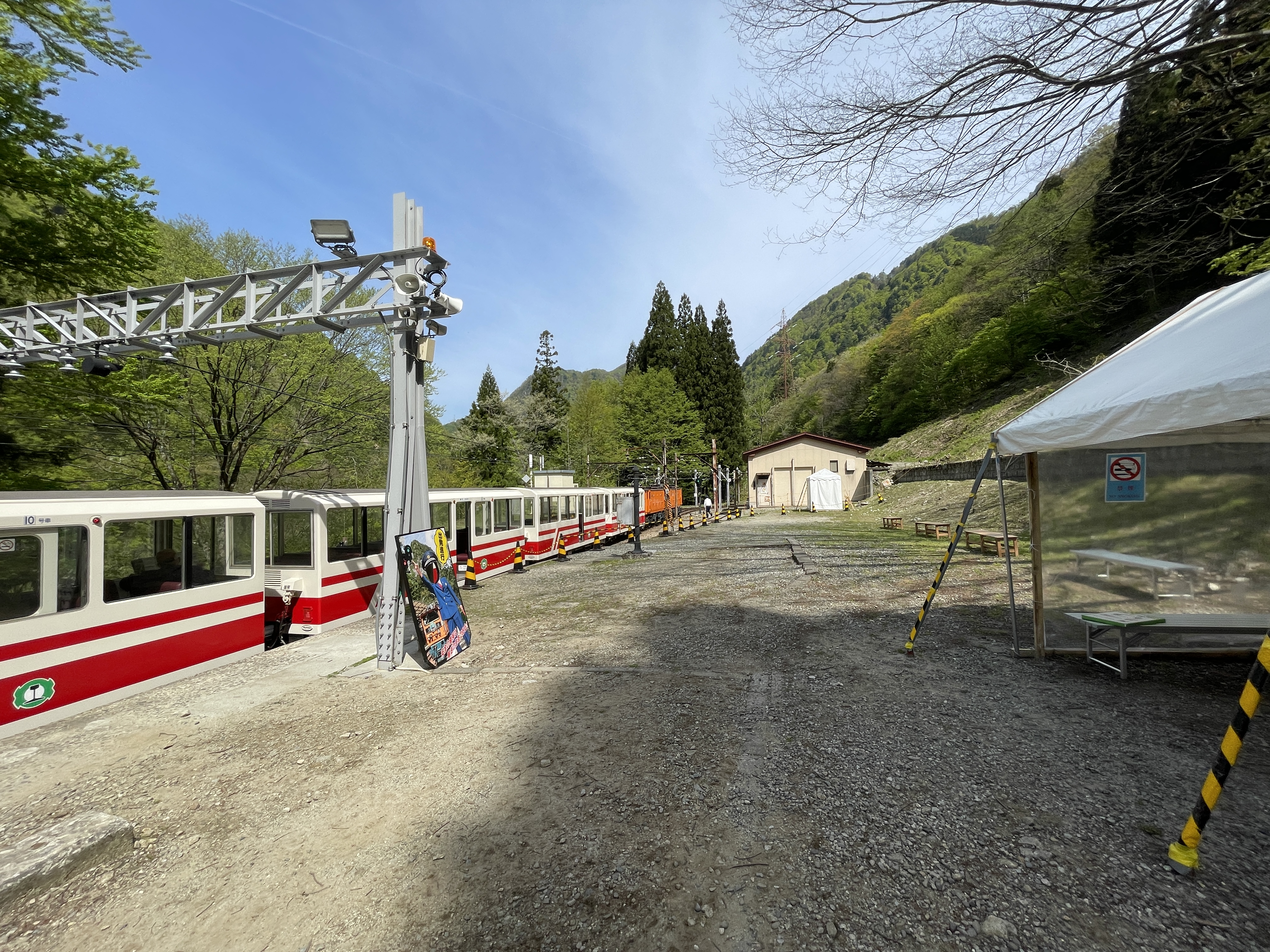
ホーム（宇奈月方）
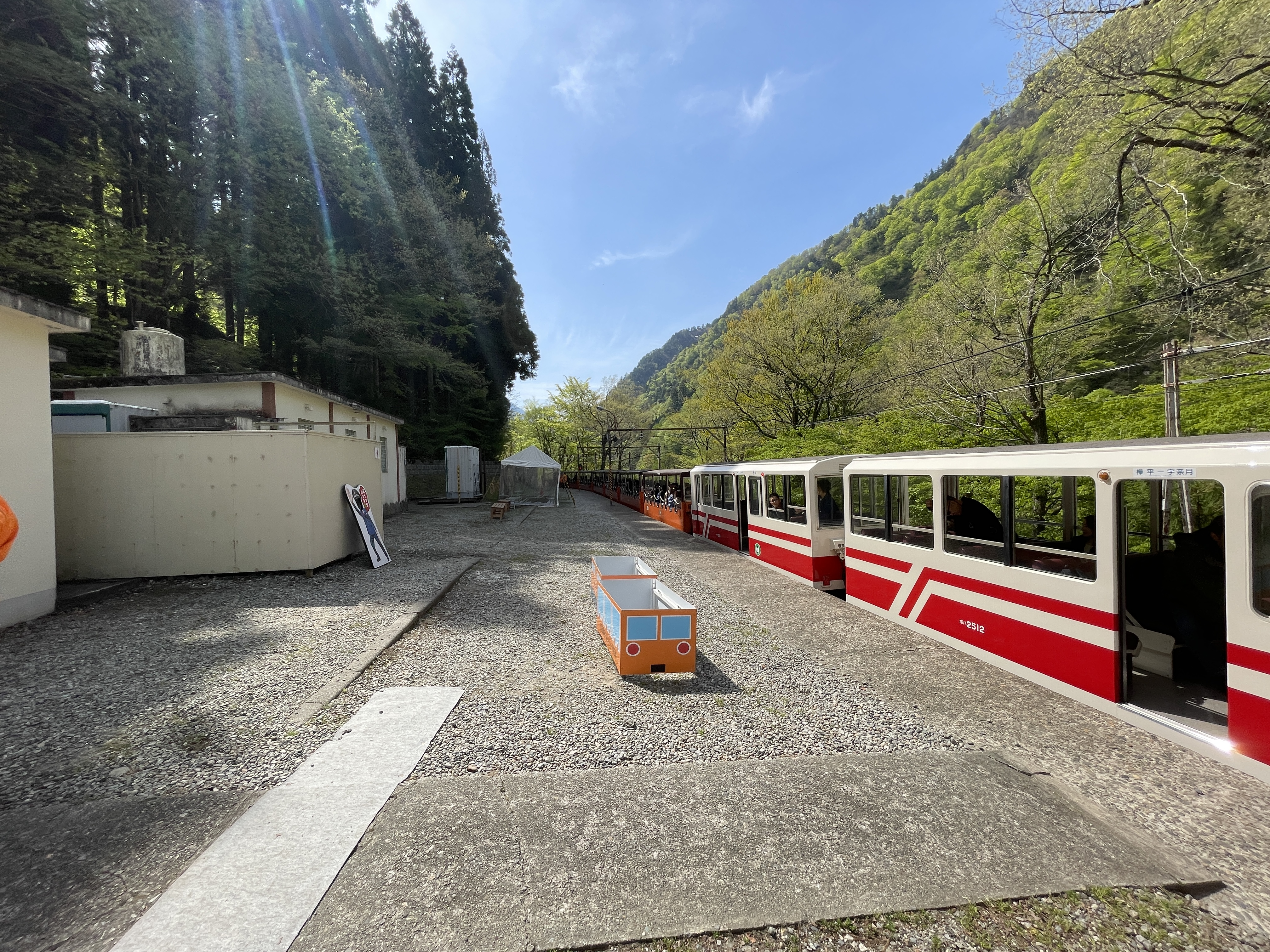
ホーム（欅平方）

## 隣の駅
黒部峡谷鉄道
■本線
黒薙駅 - 笹平駅 - 出平駅